# Eurotower, Zagreb
Eurotower är en skyskrapa i Zagreb i Kroatien. Byggnaden uppfördes 2006 och har en höjd på 97 m. Den är huvudstadens och landets högsta skyskrapa (2014) och näst efter Zagrebs katedral Kroatiens högsta byggnad. I skyskrapan har bland annat Zagrebbörsen sin hemvist.
Eurotower är belägen vid korsningen Vukovargatan (ulica grada Vukovara/Vukovarska) och Ivan Lučić-gatan (ulica Ivana Lučića/Lučićeva) i stadsdelen Trnje.

## Beskrivning
Byggnadens fasad är i glas och den är uppförd i postmodernistisk stil.

### Fotnoter
1. 1 2 3  Erstegroupimmorent.hr Arkiverad 29 juli 2014 hämtat från the Wayback Machine. (engelska)
2. ↑  Emporis.com (engelska)